# Liste der Backsteinbauwerke der Gotik in Tschechien

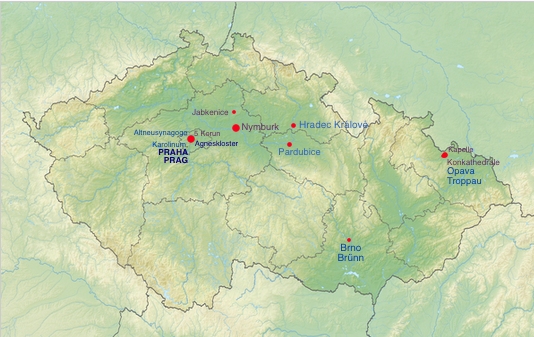
Screenshot der interaktiven Verteilungskarte

▶ Backsteinbauwerke der Gotik – Übersicht
Die Liste der gotischen Backsteinbauwerke in Tschechien ist Teil des Listen- und Kartenwerks Backsteinbauwerke der Gotik, in dem der gesamte europäische Bestand dieser Bauwerke möglichst vollständig aufgeführt ist. Aufgenommen sind nur Bauten, an denen der Backstein irgendwo zutage tritt oder, bei geschlämmten Oberflächen, wenigstens die Backsteinstruktur von Mauerwerk erkennbar ist.
In Tschechien gibt es nur wenige gotische Backsteinbauten.
Diejenigen in Mährisch-Schlesien gehören wie die zahlreichen gotischen Bauten in Schlesien zur nördlichen Backsteingotik.
Die Klosterkirche in Staré Brno hat wegen ihrer Gründungsgeschichte ebenso Bezug nach Norden.
Hinsichtlich der Backsteinbauten in Prag ist zu bedenken, dass Kaiser Karl IV. seine Sommerresidenz in Tangermünde aus Backstein errichten ließ.
Anzahl: 14 
Hintergrundinformationen:
- NPU = Beschreibung in der Denkmaldatenbank Pámatkový Katalog der Nationalen Denkmalbehörde Národní Pámatkový Ústav.
- Bei einigen Gebäuden ist unter „(CC)“ die zugehörige Bildersammlung in Wikimedia Commons verlinkt.

| Ort                                            | Bauwerk                                                                                         | Bauzeit           | Anmerkungen | Foto |
| ---------------------------------------------- | ----------------------------------------------------------------------------------------------- | ----------------- | --- | ---- |
| Brünn (Brno)                                   | Basilika Mariä Himmelfahrt, NPU 1000134044                                                      | 1323–1334         | gestiftet von der Königinwitwe Elisabeth Richeza von Böhmen und Polen                                                                                          |      |
| Königgrätz (Hradec Králové)                    | Heiliggeistkathedrale (Katedrála svatého Ducha) (CC), NPU 1000131407                            | 1339–1479         | drei Bauperioden |      |
| Jabkenice Bez. Mladá Boleslav, Mittelböhm. Kr. | Kostel Narození P. Marie (Kirche Mariä Geburt) (CC)                                             | 13./14. Jh.       | barocke Veränderungen v. a. der Fenster |      |
| Nymburk                                        | Ägidienkirche (Kostel svatého Jiljí) (CC), NPU 1000142001                                       | 14. Jh. – um 1500 | spätere Veränderungen bei Behebung der Schäden mehrerer Kriege                                                                                                 |      |
| Nymburk                                        | Rathaus NPU 31917%2F2-1892                                                                      | 1526              | Nach Brand von 1836 Wiederaufbau mit vergrößerten Fenstern |      |
| Nymburk                                        | Kapelle St. Johannes von Nepomuk (CC) NPU 17383/2-1891                                          |                   | Veränderungen im 18. und 19. Jh. |      |
| Nymburk                                        | Stadtmauer (CC) NPÚ 45357/2-1894                                                                | um 1275 begonnen  | nach den Hussitenkriegen verstärkt; auf 205 romantische Rekonstruktion von 1905–1909                                                                           |      |
| Troppau (Opava)                                | Konkathedrale Mariä Himmelfahrt (Konkatedrála Nanebevzetí Panny Marie) (CC), NPU 1000131106     | 1237 – 14. Jh.    | |      |
| Troppau (Opava)                                | Heiligkreuzkapelle/Schwedische Kapelle (Kaple svatého Kříže/Švédská kaple) (CC), NPU 1000146170 | 1394              | nur Chor aus Backstein |      |
| Pardubice                                      | Zelená brána (Grünes Tor) (CC)                                                                  | 1507              | Mauerecken des Torturms aus Backstein |      |
| Prag                                           | Agneskloster, NPU 1000001608                                                                    | 13. Jh.           | Konventsgebäude |      |
| Prag                                           | Altneu-Synagoge, NPU 1000001588                                                                 | 1270              | beide Giebeldreiecke |      |
| Prag                                           | Karolinum, NPU 1000001614                                                                       | 14. Jh.           | ursprüngl. privates Stadtpalais, 1386 vier Häuser zum Komplex der Karls-Universität zusammengefasst, sichtbarer Backstein nur beim südwestlichen Haus erhalten |      |
| Prag                                           | U pěti korun (Zu den fünf Kronen), NPU 15642365 (CC)                                            |                   | Rest der ursprünglichen gotischen Fassade freigelegt; heute Renaissance                                                                                        |      |